# Llista d'exposicions temporals del Museu d'Història de Catalunya
Llista de les principals exposicions temporals que han tingut lloc al Museu d'Història de Catalunya, ubicat al Palau de Mar de Barcelona. No es recullen les petites mostres.
| Any  | Títol                                                                      | Inici      | Fi         | Comissariat                                                         | Disseny                  | Ref    |
| ---- | -------------------------------------------------------------------------- | ---------- | ---------- | ------------------------------------------------------------------- | ------------------------ | ------ |
| 1996 | Objectiu Poblet: la Marxa de la llibertat                                  | 20/11/1996 | 20/01/1997 |                                                                     |                          | [ 1 ]  |
| 1997 | Òpera Liceu. Una exposició en cinc acte                                    | 18/09/1997 | 11/01/1998 | Joan Matabosch i Grifoll                                            | TR Produccions Culturals | [ 2 ]  |
| 1998 | Escolta, Espanya. Catalunya i la crisi del 98                              | 19/03/1998 | 22/09/1998 | Vicenç Villatoro i Àngel Duarte                                     | Lluís Pau-IDP            | [ 3 ]  |
| 1998 | L'Islam i Catalunya                                                        | 27/11/1998 | 21/02/1999 | Josep Giralt i Joan Eusebi Garcia                                   | Dani Freixas             | [ 4 ]  |
| 1998 | L'Ebre, camí d'aigua                                                       | 22/06/1999 | 19/09/1999 | Jusèp Boya i Àlex Farnós                                            | TR Produccions Culturals | [ 5 ]  |
| 1999 | Montserrat: Cinc-cents anys de publicacions, 1499-1999                     | 29/94/1999 | 30/09/1999 | Josep Massot i Muntaner                                             | Lluís Pau-IDP            | [ 6 ]  |
| 1999 | Temps de monestirs                                                         | 28/10/1999 | 28/02/2000 | Museu d'Història de Catalunya                                       | TR Produccions culturals | [ 7 ]  |
| 2000 | Una espera desfeta:l'exili de 1939                                         | 04/04/2000 | 29/08/2000 | Jusèp Boya, Mariona Companys, Jordi Planes i Mercè Renom            | ARCO                     | [ 8 ]  |
| 2001 | Josep Irla, president de la Generalitat en exili                           | 20/04/2001 | 27/05/2001 | Mercè Morales                                                       | Fargas+Grau              | [ 9 ]  |
| 2001 | CCOO. Memòria democràtica. Projecte solidari                               | 11/07/2001 | 26/08/2001 | Fundació Cipriano García Arxiu Històric de CCOO                     |                          | [ 10 ] |
| 2001 | Periodisme i periodistes. De les gasetes a la xarxa                        | 10/10/2001 | 13/01/2002 | Raúl Morodo i Alejandro Pizarroso                                   | Macua-García-Ramos       | [ 11 ] |
| 2001 | Batecs de la memòria. A 70 anys de la Segona República. Evocació artística | 20/12/2001 | 28/02/2002 | Mercè Morales                                                       | Fargas+Grau              | [ 12 ] |
| 2002 | Euskadi i Catalunya: memòria compartida. 1936-1940                         | 12/02/2002 | 01/04/2002 | Àngels Bernal                                                       | Due Disseny              | [ 13 ] |
| 2002 | Blas Infante: ànima d'Andalusia                                            | 27/04/2002 | 05/05/2002 | Jusèp Boya Javier Delmás i Josep M.Fernàndez                        | Ignasi Cristià           | [ 13 ] |
| 2002 | La Catalunya jueva                                                         | 22/05/2002 | 29/09/2002 | Jusèp Boya, Mariona Companys, Sílvia Planas, J.Sobrequés David Vivó | Fargas+Grau              | [ 14 ] |
| 2002 | Mauthausen. Crònica Gràfica                                                | 21/10/2002 | 07/11/2002 | Margarida Sala                                                      | MHC                      | [ 13 ] |
| 2002 | Estimat doctor: Bartomeu Robert (1842-1902)                                | 31/10/2002 | 29/12/2002 | Santiago Izquierdo                                                  | Due Disseny              | [ 13 ] |
| 2003 | Càtars i trobadors. Catalunya i Occitània: renaixença i futur              | 05/04/2003 | 27/07/2003 | Jusèp Boya, Jordi Fernàndez                                         | Ignasi Cristià           | [ 15 ] |
| 2003 | Les presons de Franco                                                      | 27/11/2003 | 12/04/2004 | Manel Risques i Ricard Vinyes                                       | Júlia Schultz-Dornburg   | [ 16 ] |
| 2004 | La força d'una utopia jove. 75 anys d'escoltisme català                    | 19/12/2003 | 01/02/2004 | Albert Balcells, Albert Cubeles Eduard Vallory                      | Faino Comunicació        | [ 17 ] |
| 2004 | Salvador Dalí-Federico García Lorca. La persistència de la memòria         | 18/12/2004 | 27/02/2005 | Vinyet Panyella                                                     | Ignasi Cristià           | [ 18 ] |
| 2005 | El Parlament de Catalunya (1980-2005). Història i futur                    | 10/04/2005 | 03/10/2005 | MHC- Parlament de Catalunya                                         | Quod-Santi Giró          | [ 19 ] |
| 2005 | Muntanyes en rebel·lia. Hug Roger III i la fi de la Catalunya comtal       | 06/05/2005 | 31/07/2005 | Jordi Bolòs, J.J. Busqueta Jaume Fernàndez i Marina Miquel          | Ignasi Cristià           | [ 20 ] |
| 2008 | Ramon Casas i el cartell                                                   | 07/02/2006 | 23/04/2006 | Daniel Giralt-Miracle                                               | Lídia Antúnez            | [ 21 ] |
| 2006 | República! Cartells i cartellistes (1931-1939)                             | 21/04/2006 | 29/10/2006 | Antoni Segura, Rafael Aracil et al.                                 | Due Disseny              | [ 22 ] |